# Cnodalomyia catarinensis
Cnodalomyia catarinensis là một loài ruồi trong họ Asilidae. Cnodalomyia catarinensis được Lamas & Mellinger miêu tả năm 2008. Loài này phân bố ở vùng Tân nhiệt đới.